# Sestochilos (Bulbophyllum)
Sestochilos es una sección del género Bulbophyllum perteneciente a la familia de las orquídeas.
Caracterizado con pseudobulbos distintos que dan lugar a una sola inflorescencia  con brácteas florales que pueden ser tubulares en la base única con conexión, igualmente larga, obtusas a acuminadas, márgenes enteros, con  5 a 14 sépalos glabros veteados y obtusos a acuminados, márgenes enteros , glabros, de 5 a 12 pétalos veteados, elípticos u oblongos a obovados a triangulares.

## Especies
1. Bulbophyllum adelphidium J.J.Verm. 1993 Sumatra
2. Bulbophyllum affine Lindley 1832
3. Bulbophyllum alsiosum Ames 1912 The Philippines
4. Bulbophyllum anceps Rolfe 1892 Borneo
5. Bulbophyllum apertum Schlechter 1906 Thailand, Indonesia, Borneo, Moluccas and Sulawesi
6. Bulbophyllum apheles J.J.Verm. 1991 Sabah Borneo
7. Bulbophyllum auriculatum J.J.Verm. & P.O'Byrne 2003 Sulawesi
8. Bulbophyllum baileyi F Muell. 1875 NE Queensland Australia and New Guinea
9. Bullbophyllum bataanense Ames 1905 Philippines
10. Bulbophyllum breimerianum J.J.Verm. & A.Vogel 2007 Borneo
11. Bulbophyllum cameronense Garay, Hamer, & Siegrist 1996 Malaysia
12. Bulbophyllum capillipes C.S.P.Parish & Rchb.f. 1874 Assam, Thailand and Burma
13. Bullbophyllum claptonense Rolfe 1905
14. Bulbophyllum cuspidipetalum J.J. Sm. 1908 Borneo and Malaysia
15. Bulbophyllum dearei Rchb. f. 1888 Borneo, penninsular Malaysia and the Philippines
16. Bulbophyllum elevatopunctatum J.J. Sm. 1920 Thailand and Sumatra
17. Bulbophyllum evansi M.R. Hend. 1927 Malaysia
18. Bulbophyllum facetum Garay 1997 The Philippines
19. Bulbophyllum foetidolens Carr 1930 Penninsular Malaysia and Borneo
20. Bulbophyllum gibbolabium Seidenf. 1979 Thailand
21. Bulbophyllum grandifolium Schltr.1913 New Guinea
22. Bulbophyllum hamatipes J.J. Sm. 1918 Java
23. Bulbophyllum hyalosemoides Verm & O'Byrne 2011 Borneo and Sulawesi
24. Bulbophyllum inunctum J.J. Sm. 1906 Borneo and Malaysia
25. Bulbophyllum lobbii Lindley 1847 Borneo, Indonesia, Malaysia, and the Philippines
26. Bulbophyllum microglossum Ridl. 1908 Thailand, Malaysia and Borneo
27. Bulbophyllum nabawanense J.J.Wood & A.L.Lamb 1994
28. Bulbophyllum orectopetalum Garay, Hamer & Siegerist 1992
29. Bulbophyllum palawanense Garay Philippines
30. Bulbophyllum patens King 1896 India, Thailand, Malaysia, Sumatra and Borneo
31. Bulbophyllum piestoglossum Verm 1994 Philippines
32. Bulbophyllum pileatum Lindl. 1844 Malaysia, Borneo and Sumatra
33. Bulbophyllum polystictum Ridl. 1909 SE Asia and New Guinea
34. Bulbophyllum praetervisum J.J.Verm. 2002 Borneo
35. Bulbophyllum pteroglossum Schltr. 1919
36. Bulbophyllum pustulatum Ridl. 1903 Penninsular Malaysia and Borneo
37. Bulbophyllum reticulatum Bateman 1866 Borneo
38. Bulbophyllum santosii Ames 1915 the Philippines
39. Bulbophyllum siamense Rchb.f 1867
40. Bulbophyllum signatum J.J. Vermeulen 1996 Sarawak, Borneo
41. Bulbophyllum singaporeanum Schltr. 1911 Singapore and Johore Malaysia and also in Borneo
42. Bulbophyllum smitinandii Seidenf. & Thorut 1996 Thailand and Vietnam
43. Bulbophyllum spectabile Rolfe 1898 India, China, Thailand and Burma
44. Bulbophyllum sumatranum Garay, Hamer & Siegrist 1996 Sumatra and Borneo
45. Bulbophyllum tollenoniferum J.J. Sm. 1912 Papua New Guinea
46. Bulbophyllum tortum Schltr. 1913 Papua New Guinea
47. Bulbophyllum transarisanensis Hayata 1916 Taiwan
48. Bulbophyllum truncicola Schltr. 1913
49. Bulbophyllum variabile Ridl 1903 Penninsular Malaysia